# Vladimir Boltyanski
Ne doit pas être confondu avec Christian Boltanski.
Vladimir Grigorevich Boltyanski (en russe : Влади́мир Григо́рьевич Болтя́нский, né le  26 avril 1925 à Moscou et mort le 16 avril 2019 à Guanajuato, aussi écrit Boltyansky, Boltyanskii,  ou Boltjansky) est un mathématicien soviétique et russe, enseignant et auteur de nombreux articles et livres de mathématiques. Il est surtout connu pour ses livres sur la  topologie, la géométrie combinatoire et plus spécifiquement le  troisième problème de Hilbert.

## Biographie
Boltyanski est né à Moscou. Durant la Seconde Guerre mondiale, il est soldat dans l'Armée de terre soviétique, opérateur de télécommunication au Deuxième front biélorusse. Diplômé de l'Université d'État de Moscou en 1948, sous la direction de Lev Pontriaguine, il travaille à partir de 1951 à l'Institut mathématique de l'Académie des sciences de l'URSS, et depuis 1956 également à l'Académie des sciences de l'URSS. Il soutient  son doktor nauk (équivalent de l'habilitation universitaire) en physique et mathématiques en 1955 et devient professeur en 1959. 
Il a enseigné au CIMAT (Centro de Investigación en Matemáticas) à 
Guanajuato. Il est auteur de nombreux livres et articles en mathématiques.

## Travaux
Boltyanski a travaillé  topologie, en  géométrie combinatoire  et sur de problèmes liés au troisième problème de Hilbert. En cybernétique, son travail est lié au contrôle optimal. Il s'est intéressé aussi aux méthodes d'enseignement des mathématiques, à des questions liées à la théorie de la visibilité, à l'équipement pédagogique, aux programmes des écoles secondaires et supérieures et à la psychologie de la résolution de problèmes. 

## Publications
Il a publié plus de 220 ouvrages et articles,. 
Sélection de livres traduit en anglais
- Vladimir G. Boltyanski et Alexander S. Poznyak, The robust maximum principle, New York, Birhäuser/Springer, 2012, xxii+432 (ISBN 978-0-8176-8151-7, MR 3024943)
- Vladimir G. Boltyanski, Horst Martini et V. Soltan, Geometric methods and optimization problems, Dordrecht, Kluwer Academic Publishers, coll. « Combinatorial Optimization, » (no 4), 1999, viii+429 (ISBN 0-7923-5454-0, MR 1677397)
- Vladimir G. Boltyanski, Horst Martini et Petru S. Soltan, Excursions into combinatorial geometry, Berlin, Springer-Verlag, coll. « Universitext », 1997, xiv+418 (ISBN 3-540-61341-2, MR 1439963)
- Vladimir G. Boltyanski et Alexander Soifer (avec une introdiction de Paul Erdős, Branko Grünbaum et Cecil Rousseau), Geometric études in combinatorial mathematics, Colorado Springs, Center for Excellence in Mathematical Education, 1991, xii+236 (ISBN 0-940263-02-5, MR 1104655)
- Vladimir G. Boltyanski (trad. Richard  A.  Silverman, préf. Albert  B.  J.  Novikoff, avec une introdiction de Albert  B.  J.  Novikoff), Hilbert's  third problem, Washington et New  York, V. H. Winston & Sons; Halsted Press [John Wiley & Sons], coll. « Scripta  Series  in  Mathematics. », 1978, x  +  228 (ISBN 0-470-26289-3, MR 0500434)[9]
- Lev S. Pontriaguine, Vladimir G. Boltyanski, Revaz V. Gamkrelidze et Evgenii F. Mishechenko (trad. K. N. Trirogoff), The Mathematical Theory of Optimal Processes, New York/London, John Wiley & Sons, 1962, vii + 360 (MR MR0166037).

Sélection de traductions allemandes
- Avec Vadim A. Efremovich (en), Anschauliche kombinatorische Topologie, Vieweg, 1986 (en anglais :  Intuitive Combinatorial Topology. Springer, 2001).
- Optimale Steuerung diskreter Systeme, Geest und Portig, Leipzig 1976.
- Mathematische Methoden der optimalen Steuerung, Geest und Portig, Leipzig 1971.
- Avec Israel Gohberg (en), Sätze und Probleme der kombinatorischen Geometrie, Deutscher Verlag der Wissenschaften, Berlin 1972.
- Avec Isaak Yaglom (en), Konvexe Figuren, Deutscher Verlag der Wissenschaften, Berlin 1956.

Sélection de traductions françaises
- Commande optimale des systèmes discrets, Éditions Mir, 1976
- Théorie mathématique des processus optimaux,  Éditions Mir, 1974
- Équations algébriques de degré quelconque, Éditions Mir, 1974

## Prix et récompenses
Les travaux de Boltyanski sur les équations différentielles ordinaires et leurs applications à la théorie du contrôle optimal dans le groupe de Lev Pontriaguine, Revaz Gamkrelidze (en), et  Evgenii Mishchenko (ru)) sont récompensés par le prix Lénine en 1962, où il participe au développement du principe du maximum. En 1967 il reçoit le prix de la République socialiste soviétique d'Ouzbékistan pour ses travaux sur les anneaux ordonnés. Il a été membre correspondant de l'Académie russe de l'éducation.